# Linia kolejowa Nawabielickaja – Kraucouka
Linia kolejowa Nawabielickaja – Kraucouka – linia kolejowa na Białorusi łącząca stację Nawabielickaja z przystankiem Kraucouka i z granicą państwową z Ukrainą. Jest to fragment linii Homel - Czernihów.
Linia położona jest w obwodzie homelskim. W całości jest niezelektryfikowana. W większości jednotorowa z wyjątkiem odcinka Nawabielickaja - Lisiczki, który posiada dwa tory.